# Вильямс, Пётр Владимирович
Пётр Владимирович Вильямс (17 [30] апреля 1902, Москва — 1 декабря 1947, Москва) — советский живописец, график, сценограф и театральный художник.
Заслуженный деятель искусств РСФСР (1944). Лауреат трёх Сталинских премий первой степени (1943, 1946, 1947).

## Биография

Могила П. В. Вильямса на Введенском кладбище в Москве

Родился в семье учёного-технолога Владимира Вильямса (1872—1957), сына Роберта Вильямса, американского инженера-мостовика, приглашённого на работу в Россию в 1852 году и оставшегося.
С 1909 года посещал школу-студию Василия Мешкова. В 1918 году короткое время был студентом медицинского факультета МГУ. В 1919—1924 годах учился во ВХУТЕМАСе у Василия Кандинского, Ильи Машкова, Константина Коровина, Давида Штеренберга.
В 1922 году принимал участие в создании экспериментального Музея живописной культуры. В 1922—1924 годах входил в группу «конкретивистов», стоящую у истоков ОСТ (1925—1930). Профессор Московского института прикладного и декоративного искусства (1947). С 1929 года работал в качестве театрального художника. С 1941 года главный художник ГАБТ, создал эмоциональное, стилистически цельное оформление спектаклей.
Похоронен на Введенском кладбище (3 участок).
Жена — актриса Анна Соломоновна Ахманицкая (1902—1988), изображена на картине Вильямса «Акробатка» (1926); сестра Льва Ахматова-Ахманицкого. Её сестра Любовь была замужем за партийным деятелем Яковом Дробнисом.

## Творчество
Среди картин — «Акробатка» (1926), «Человек в лодке» (1927), «Автопробег» (1930), портреты Всеволода Мейерхольда (1925), Константина Станиславского (1933), Григория Александрова (1933), Дмитрия Шостаковича (1946).

## Работа в театре
- 1930 — «Реклама» М. Уоткинс — МХАТ
- 1934 — «Пиквикский клуб» по Ч. Диккенсу — МХАТ
- 1935 — «Пиквикский клуб» по Ч. Диккенсу — МАДТ имени Е. Б. Вахтангова
- 1935 — «Чио-Чио-Сан» Дж. Пуччини — МАМТ имени К. С. Станиславского и В. И. Немировича-Данченко
- 1936 — «Лестница славы» («Искусство карьеры») Э. Скриба (Московский театр Революции). Постановка М. М. Штрауха, режиссёры Ю. С. Глизер, В. П. Ключарев, С. В. Шервинский, художник П. В. Вильямс, музыка В. Я. Шебалина[3]
- 1939 — «Тартюф» Ж. Б. Мольера — МХАТ
- 1939 — «Ревизор» Н. В. Гоголя, режиссёр Б. Е. Захава, МАДТ имени Е. Б. Вахтангова
- 1939 и 1945 — Иван Сусанин М. И. Глинки — ГАБТ
- 1941 — «Дон Кихот» по М. Сервантесу — МАДТ имени Е. Б. Вахтангова
- 1942 — «Вильгельм Телль» Дж. Россини — ГАБТ
- 1943 — Последние дни (Пушкин) М. А. Булгакова — МХАТ
- 1944 — «Евгений Онегин» П. И. Чайковского — ГАБТ
- 1945 — «Золушка» С. С. Прокофьева — ГАБТ
- 1940 и 1946 — «Ромео и Джульетта» С. С. Прокофьева — ЛАТОБ имени С. М. Кирова и ГАБТ
- 1947 — «Победители» Б. Ф. Чирскова — МХАТ

## Галерея

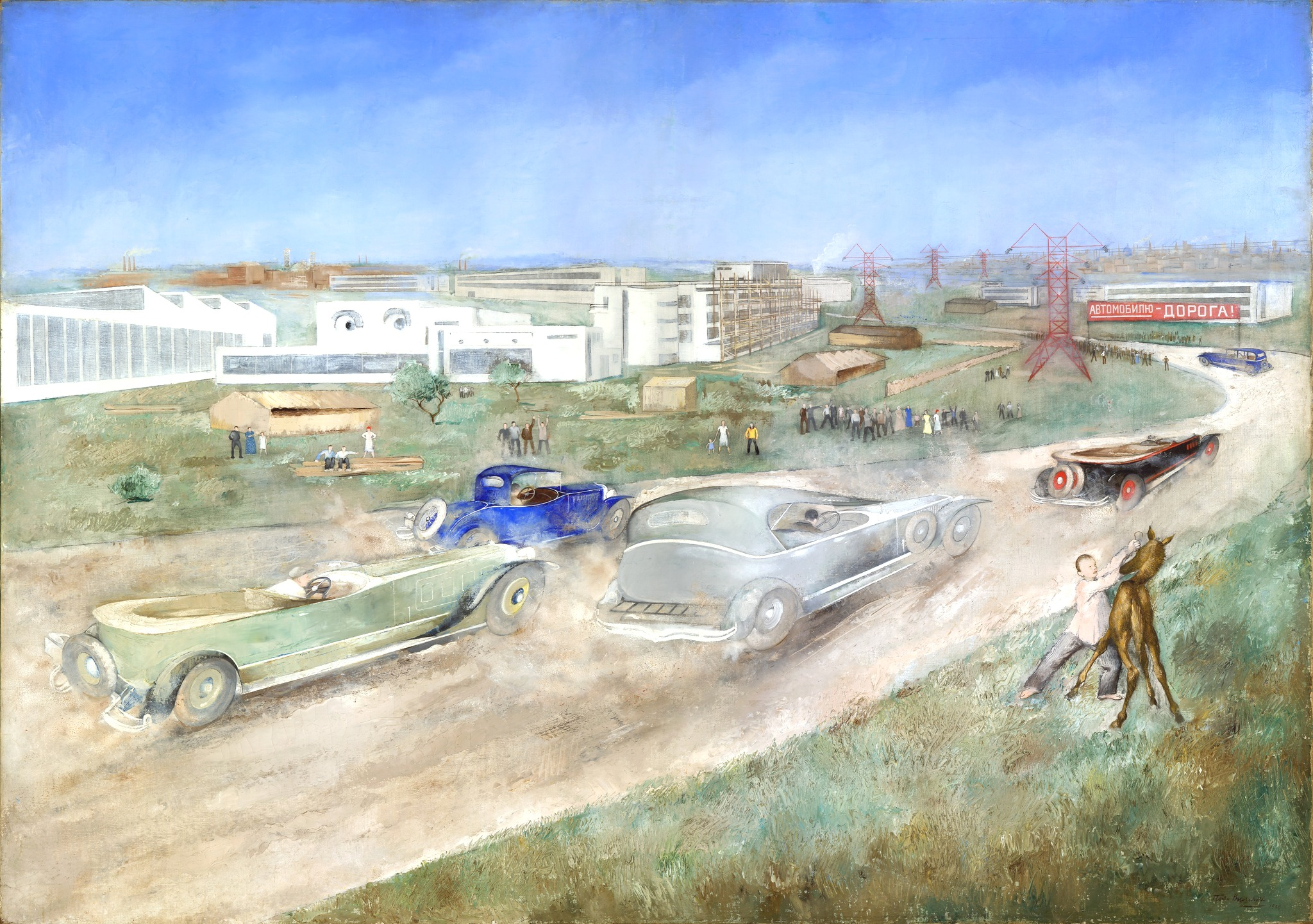
«Автопробег»
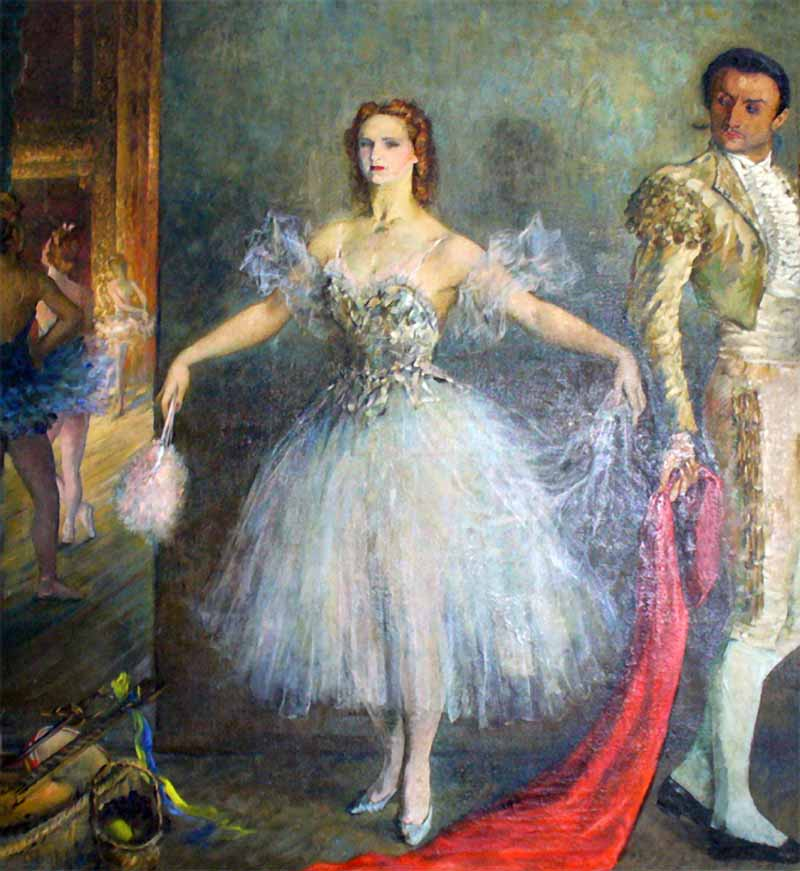
«Балерина Семенова»
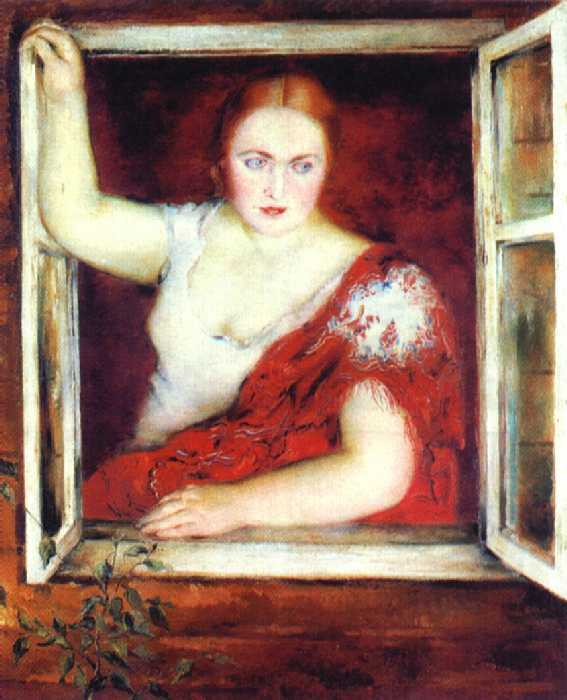
«Портрет. У окна»
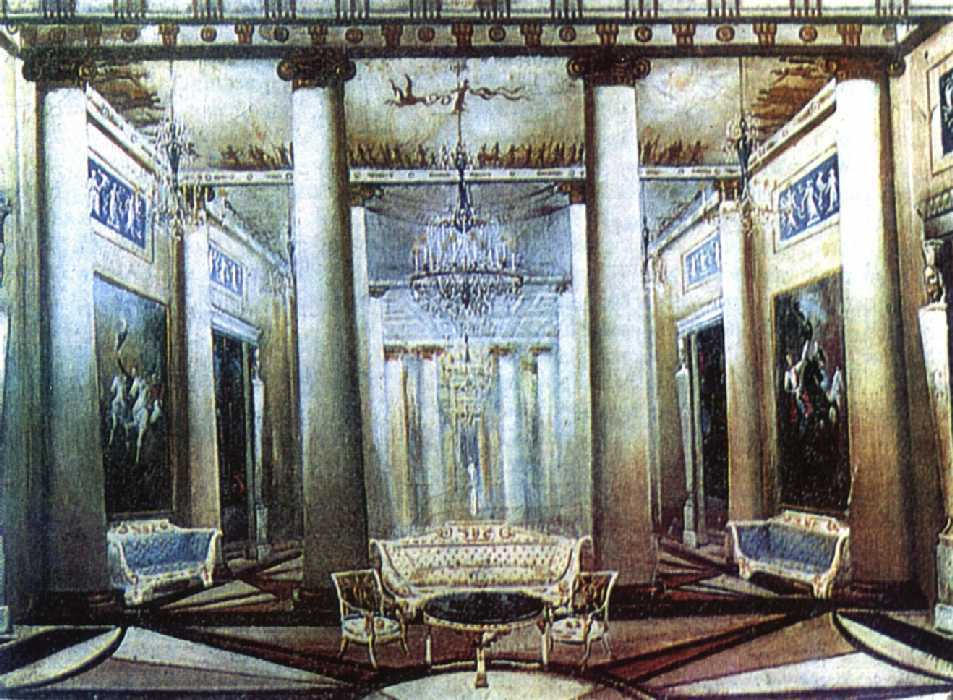
Эскиз декораций к опере Чайковского «Евгений Онегин»
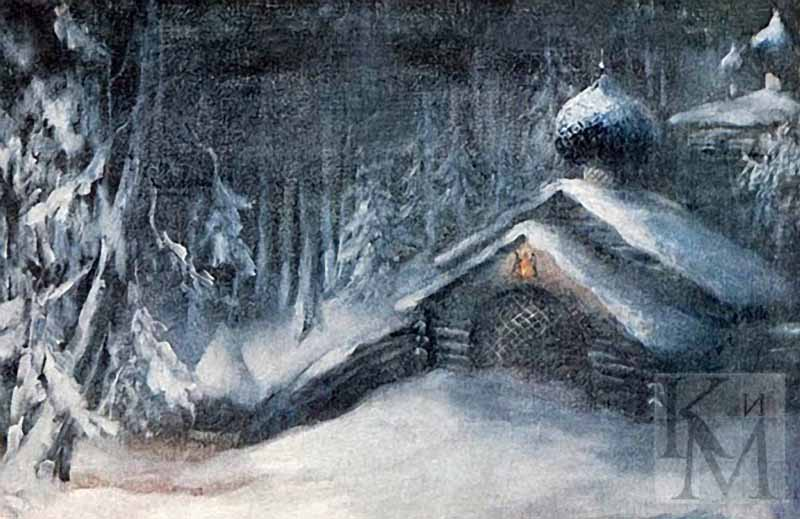
Эскиз декораций к опере Глинки «Иван Сусанин»

## Память
Композитор Дмитрий Шостакович посвятил памяти Вильямса свой Струнный квартет № 4, написанный в 1949 году.

## Награды и премии
- Сталинская премия первой степени (1943) — за оформление оперного спектакля «Вильгельм Телль» Дж. Россини (1942)[4]
- Сталинская премия первой степени (1946) — за оформление балетного спектакля «Золушка» С. С. Прокофьева (1945)
- Сталинская премия первой степени (1947) — за оформление балетного спектакля «Ромео и Джульетта» С. С. Прокофьева (1946)
- орден Трудового Красного Знамени
- заслуженный деятель искусств РСФСР (1944)

Во время Великой Отечественной войны вместе с коллективом ГАБТ передал присуждённую ему Сталинскую премию в Фонд обороны:
МОСКВА, КРЕМЛЬ, ТОВАРИЩУ СТАЛИНУ 
Дорогой Иосиф Виссарионович ! 
Примите горячую благодарность советскому правительству за высокую оценку в спектакле «Вильгельм Телль», поставленном Большим театром в Куйбышеве, и, движимые чувством беззаветной любви и преданности к нашей Родине, мы передаём присуждённую нам премию в сумме 100 000 рублей в фонд Главного командования на постройку эскадрильи «Лауреат Сталинской премии». 
Лауреаты Сталинской премии 
Заслуженный деятель искусств РСФСР А. Ш. МЕЛИК-ПАШАЕВ 
Заслуженная артистка РСФСР Е. КРУГЛИКОВА 
Заслуженная артистка РСФСР Н. ШПИЛЛЕР 
Заслуженный артист РСФСР А. БАТУРИН 
Режиссёр-балетмейстер Р. ЗАХАРОВ 
Художник П. ВИЛЬЯМС
Примите мой привет и благодарность Красной Армии, товарищи Мелик-Пашаев, Кругликова, Шпеллер, Батурин, Захаров, Вильямс, за вашу заботу о воздушных силах Красной Армии. 
И. СТАЛИН 
Газета «Известия, 27 марта 1943 года»